# ジェミニ2号
ジェミニ2号(Gemini 2)は、アメリカ合衆国の有人宇宙飛行であるジェミニ計画の一環で打ち上げられた宇宙船。ジェミニ1号と同様に、ジェミニ宇宙船の飛行試験のため、無人で打ち上げられた。

## 概要
1964年4月8日にジェミニ1号は打ち上げられたが、これは軌道投入されたが回収されず、4月12日に大気圏再突入により消滅した。ジェミニ2号は耐熱遮蔽板の試験が主目的であり、弾道飛行を行い、大気圏再突入後、回収される。無人打上げであり、機内には測定装置が取り付けられた。
打上げロケットのタイタンII GLVは、1964年夏期にケープカナベラル空軍基地に届いていたが、ハリケーン回避のため、分解され格納庫に保管されていた。ロケットの最終組み立て開始は1964年9月12日のことである。1964年11月までかけて地上試験を行い、11月24日より燃料を充填し、打上げ秒読みが開始された。打上げ予定日は12月9日である。有人宇宙飛行の訓練のために、ジェミニ3号乗り組み予定の宇宙飛行士も宇宙服を着込み、手順に従い搭乗訓練を行なった。12月9日の発射時間となり、エンジンが点火された。しかし、1秒後に機体の異常検知システムがエンジン圧力に問題を発見、ロケットエンジンを停止させた。これにより飛行は延期となった。
ジェミニ2号の再打上げは1965年1月19日14:03:59(UTC)に行なわれ、ケープカナベラル空軍基地LC-19発射台より発射に成功した。しかし、発射直後に管制センターは停電となり、宇宙船の追跡・管制は洋上の追跡船が行った。ジェミニ2号は105度の方向に打ち上げられ、最高高度171.2kmの弾道飛行を行った。ロケットからの切り離し後、自動操縦により打上げ6分54秒後に逆噴射を実施、大気圏再突入を開始した。発射地点より3,422.4 km離れた大西洋上に着水、予定地点からは26kmの誤差であった。アメリカ海軍の航空母艦レイク・シャンプレインによって回収されている。飛行時間は18分16秒。燃料電池や冷却装置などが改良すべき点として判明したが、逆噴射装置や耐熱遮蔽板の性能は確認された。アメリカ国防総省もジェミニ2号の支援についており、人員6,562名と航空機67機、艦艇16隻が投入された。
ジェミニ2号で用いられた宇宙船は再整備の上、1966年11月3日にアメリカ空軍の有人軌道実験室(MOL)開発の一環として無人機として打ち上げられ、再回収されている。現在はケープカナベラル空軍基地にある空軍宇宙・ミサイル博物館で展示されている。